# Рафаил (Мокренский)
Рафаил (Мокренский) (†10 [23] февраля 1765) — архимандрит, преподобный, местночтимый святой Украинской Православной Церкви.

## Биография
Был префектом Харьковского коллегиума.
В 1753 году назначен ректором Харьковского коллегиума.
В июне 1758 года стал настоятелем Святогорской пустыни.
В это время в пустыни развивалось три вида монашеской жизни: общежительная, скитская и отшельническая. При нем в обители был построен Петропавловский храм. Для защиты обители от татарских набегов при нем позади скита на Святом месте между горами, под руководством инока Иакова-пушкаря, был построен оборонительный вал и площадка в виде батареи.
10 [23] февраля 1765 года скончался, не оставив после себя никакого имущества. Похоронен в Петропавловском храме, позднее на этом месте располагалось братское Петропавловское кладбище, срытое в советские годы.
После случившегося в XIX веке провала в одном из склепов на братском кладбище его мощи, а также мощи архимандритов Иоиля и Фаддея были обнаружены нетленными.

## Канонизация
8 мая 2008 года Определением Священного Синода Украинской Православной Церкви принято решение о местной канонизации подвижника в Донецкой епархии, в Соборе Святогорских святых (день памяти – 11 (24) сентября).
Чин прославления подвижника состоялся во время визита в Святогорскую лавру 12 июля 2008 года Предстоятеля Украинской Православной Церкви Блаженнейшего Митрополита Киевского и всея Украины Владимира, в Свято-Успенском соборе лавры.